# بيير أكونو
بيير أكونو (بالبرتغالية: Pierre Akono‏) (مواليد 29 يونيو 2000) هو لاعب كرة قدم كاميروني، يجيد اللعب في مركز الوسط يلعب حالياً في نادي البدع و لعب سابقاً في نادي دبا الحصن.

## روابط خارجية
بيير أكونو على موقع قاعدة بيانات كرة القدم.إي يو (الإنجليزية)
- بيير أكونو على موقع ناشيونال فوتبول تيمز (الإنجليزية)
- بيير أكونو على موقع Soccerway.com (الإنجليزية)
- بيير أكونو على موقع عالم كرة القدم.نت (الإنجليزية)